# 2018 en Israël
Chronologie d'Israël (en)
- 2014
- 2015
- 2016
- 2017
- 2018
- 2019
- 2020
- 2021
- 2022

Cette page concerne les évènements survenus en 2018 en Israël :

## Évènement
- 10 février : Bombardement de la base aérienne de Tiyas par l'aviation israélienne.
- 30 mars : Marche du retour
- avril : Utilisation de cerfs-volants incendiaires par des manifestants palestiniens au-dessus de la barrière frontalière avec Israël.
- 10 mai : Affrontements entre Israël et l'Iran (en).
- 13 juin : Résolution de l'Assemblée générale des Nations Unies ES-10/L.23 (en) (critique de la réponse israélienne aux manifestations de 2018 à la frontière de Gaza).
- 19 juillet : Adoption de la loi Israël, État-nation du peuple juif.
- Grève des personnes LGBT (en)
- 16 septembre : Meurtre d'Ari Fuld (en)
- 30 octobre : Élections municipales
- 11 novembre : Affrontements Gaza-Israël (en)

## Sport
- Saison 2018 de l'équipe cycliste Israel Cycling Academy
- Championnat d'Israël de football 2017-2018
- Championnat d'Israël de football 2018-2019
- 9-25 février : Participation d'Israël aux Jeux olympiques d'hiver de Pyeongchang en Corée du Sud.
- 26-28 avril : Organisation des championnats d'Europe de judo à Tel Aviv.

## Culture
- Israël remporte le concours Eurovision de la chanson.
- 25 novembre : Participation d'Israël au concours de chanson junior de l'Eurovision (en), à Minsk.

### Sortie de film
- The Kindergarten Teacher
- Medea
- Tel Aviv on Fire
- Les Témoins de Lendsdorf
- Un tramway à Jérusalem
- Vierges
- Working Woman

## Décès
- Dan Alon (en), escrimeur.
- Aharon Appelfeld, romancier et poète.
- Batya Ouziel (en), présentatrice de télévision.
- Doron Rubin (en), militaire.
- Ephraim Stern, archéologue.
- Eliahou Winograd, juge.